# Felipe Pirela
Felipe Antonio Pirela Morón (Maracaibo; 3 de septiembre de 1940 - San Juan; 2 de julio de 1972) fue un destacado cantautor y músico venezolano, de boleros conocido como "El Bolerista de América". Se le recuerda por su interpretación de boleros, género musical romántico.

## Inicios
Bautizado como Felipe Antonio Pirela Morón, fue el octavo de los hijos del matrimonio conformado por Felipe Antonio Pirela Monsalve quien era albañil y Lucía Morón González de Pirela, quien era ama de casa y comerciante, además de aficionada a las expresiones artísticas. Desde niño, el futuro intérprete ya mostraba interés en el canto siendo apoyado por su madre tanto en el aprendizaje musical, como en sus primeras actuaciones en radio. De hecho, a los 13 años de edad, junto a dos de sus hermanos y vecinos del barrio maracaibo El Empedrao, conforma la agrupación Los Happy Boys que tocaba en diversos locales de Maracaibo boleros puestos de moda por intérpretes tales como Alfredo Sadel, Olga Guillot y el chileno Lucho Gatica.
En 1957 trabaja en los espacios radiales de una radioemisora de Maracaibo e incursiona en un espacio de aficionados en un show televisivo que entonces transmitía la televisora Radio Caracas Televisión, obteniendo el tercer lugar. El hecho de que las empresas televisoras venezolanas aun carecieran de equipos de grabación de video, impidió que sus primeras actuaciones quedaran registradas para la posteridad. Al año siguiente, es uno de los primeros artistas que actuaban en la primera televisora regional venezolana, la zuliana Ondas del Lago TV de efímera existencia. Se presenta en un espacio de aficionados con la orquesta del trompetista, director de orquesta y compositor español, ya fallecido, Juan Arteta y su actuación le vale el ser contratado como parte del equipo artístico de la televisora y de la emisora de radio vinculada a ésta. Regresa a Caracas, en julio de 1958 y actúa en locales nocturnos, además de la emisora Radio Caracas Radio. Afortunadamente, estas incursiones radiales sí fueron grabadas tanto por la emisora radial, como por aficionados. Dichas grabaciones verían la luz pública en el año 2006.
Al regresar a Maracaibo, en 1959 es contratado por la orquesta Los Peniques, con la cual se inicia como profesional. Sin embargo, su tránsito por esta orquesta no tuvo mayor relevancia grabando apenas dos canciones en el único álbum grabado con esta agrupación en 1960, titulado Carnaval con Los Peniques. No tuvo muchas oportunidades en aquella agrupación, puesto que era uno más de los cinco cantantes de esa orquesta y eso dificultaba sus posibilidades de ser tenido en cuenta.

## Etapa con la Orquesta Billo's Caracas Boys
El músico, director y arreglista dominicano Billo Frómeta, logró en 1960 rearmar su orquesta Billo's Caracas Boys luego de resultar a favor una sanción impuesta por la Asociacíón Musical de Venezuela. Recibió por muchas vías recomendaciones del joven cantante. Le ubicó, habló con Edgar Pirela, hermano de Felipe quien fungía de su representante artístico, le probó y le firmó el 14 de junio de 1960. El debut se pautó para el 25 de junio, pero un atentado terrorista contra el entonces presidente constitucional de Venezuela, Rómulo Betancourt, impidió toda actividad pública. Pirela debutó con Billo el 2 de julio de 1960. Junto al novel intérprete, fue contratado un importante grupo de músicos y otro cantante marabino llamado José Rafael "Cheo" García Añez.
Con la orquesta Billo’s Caracas Boys, las voces de Felipe Pirela y Cheo García adquieren gran prestigio, individualmente, y en conjunto en los mosaicos (popurrís de canciones bailables) creados por Billo Frómeta. A este grupo, se uniría en 1962 otro zuliano especializado también en música bailable: Joe Urdaneta, sobrenombre  artístico de José de la Trinidad Urdaneta.
Con esta orquesta, Felipe Pirela disfrutó de amplia popularidad, lo que hacía que en sus presentaciones se produjeran manifestaciones de grandes cantidades de público y se agotaran rápidamente las entradas a los bailes. El joven intérprete tenía ahora una legión de seguidoras importante, puesto que el bolerista más popular hasta entonces (el venezolano Alfredo Sadel) abandonaba su país natal y se dedicaba al canto operático. Tanta era la popularidad adquirida por Felipe Pirela que, en el programa de radio que tenía entonces Billo Frómeta, la mayoría de las cartas destinadas a dicho programa, eran dirigidas directamente al joven artista. Su popularidad llegó, pues, a opacar la del propio Frómeta.
Billo Frómeta, sabiendo del potencial artístico de Pirela, ideó una producción que se convertiría en el primer trabajo solista del futuro "Bolerista de América" sin separarse de la orquesta. Este álbum, titulado Canciones de ayer y hoy (1961), que reunió temas antiguos y de esa época, contó con la participación de una orquesta de cuerdas dirigida por el músico y la presencia de sus compañeros, Joe Urdaneta y Cheo García, como voces de respaldo.
La renuncia de Pirela a la orquesta se produjo después de diferencias con Billo Frómeta, pues el músico no se había enterado de que el cantante había recibido diversas propuestas, entre otras, de la compañía discográfica Velvet de Venezuela para grabar un LP y hacer presentaciones en México. Pirela hacía frecuentes consultas sobre este asunto a sus compañeros de orquesta, pero nada dijo a Frómeta, lo que supuso el disgusto de su parte. Esta renuncia se concreta en septiembre de 1963, iniciándose así como solista. Sin embargo, años después Pirela, siendo ya un intérprete cotizado, fue contratado para cantar al lado de la orquesta Billo's Caracas Boys, en febrero de 1971.

## Auge
Una vez concretada la renuncia, comienza a recibir varias ofertas, entre ellas del músico y cantante Tito Rodríguez, de las orquestas de Chucho Sanoja y Renato Capriles y de la compañía Velvet, la cual acepta. Inmediatamente se marcha a México para hacer presentaciones y grabar allí su primer álbum titulado Un Solo Camino: México con el respaldo de la orquesta del músico y compositor Jesús "Chucho" Rodríguez. Es en ese país donde Felipe Pirela, es bautizado con el seudónimo que lo inmortalizaría: El Bolerista de América.
En muy poco tiempo, Pirela se convirtió en el fenómeno musical del momento, de allí que era reclamado en los mejores escenarios de América. Comenzó sus giras a los Estados Unidos, Colombia, República Dominicana, Puerto Rico, Ecuador, Perú. En todos estos escenarios los triunfos fueron apoteósicos: la fama llovió entonces y su estatura como cantante se dejó sentir. Los premios tampoco se hicieron esperar: Ganó, entre ellos el Disco de Oro que le fuera otorgado por Velvet, por haber vendido más de un millón de discos, récord sin precedentes para un cantante venezolano.

## Matrimonio y divorcio
El 18 de julio de 1964, conoce en una fiesta de Mariela Montiel Prieto, una adolescente de 13 años de edad. Enseguida le propuso matrimonio y en un mes, el 18 de agosto, formalizan el compromiso, contrayendo matrimonio civil el 11 de septiembre y el eclesiástico el 18 de septiembre en Caracas. La luna de miel transcurrió en San Juan de Puerto Rico y Miami.
Aunque la convivencia marital fue frecuentemente interrumpida por los compromisos artísticos de Pirela, ambos conciben a su única hija Lennys Beatriz Pirela Montiel. Sin embargo, en 1966 debido a un incidente doméstico y a la inmadurez de su esposa, el artista se divorcia bajo condiciones desventajosas impuestas por la familia de ella, hecho que marcaría a Felipe Pirela para siempre. Entonces, Mariela Montiel divulgó declaraciones en diversos medios impresos que desprestigiaban al cantante y ponían en duda su conducta sexual. Con base a esta experiencia desafortunada, Pirela, compone su primer tema titulado Injusto Despecho incluido en su álbum homónimo de ese mismo año.
En estas condiciones, Pirela buscó alejarse del escándalo marchando inicialmente a Colombia, luego a República Dominicana y finalmente, a Puerto Rico, donde decide radicarse. Esto no impediría que el cantante volviera eventualmente al país a cumplir diversos compromisos.

## Continuación de su trayectoria musical
En 1967 cumplió compromisos en Venezuela, México, Estados Unidos y Canadá (en la ciudad de Montreal). En México, durante una gira, realizó su primer y único disco con guitarras titulado Boleros Con Guitarras en el cual fue acompañado por el guitarrista Benjamín Correa y los restantes integrantes del trío Los Tres Caballeros y en diciembre de ese año, representa a Venezuela, junto a la cantante y actriz Lila Morillo en el Segundo Festival Latinoamericano de la Canción Popular, realizado en Miami, donde obtuvo el séptimo lugar.
Su segunda y última participación en festivales de canto se dio en 1969, en la primera edición del Festival de la Voz de Oro de Venezuela, realizado en Barquisimeto. Decidió entonces residenciarse en Estados Unidos y por ello liquidó sus compromisos discográficos en Venezuela. Tenía entonces, la intención de crear su propia empresa discográfica, pero este proyecto nunca fue llevado a la práctica.

## Asesinato
Sumido en una fuerte depresión a causa del divorcio de su esposa y de la amarga disputa por la custodia de su hija, se marchó de Venezuela y radicó en Puerto Rico, donde fue asesinado el domingo 2 de julio de 1972, cuando regresaba al Hotel Borinquen Towers en San Juan, luego de una actuación en el centro nocturno Molino Rojo, ubicado en Caguas. Allí había estado cantando hasta las 4:00 am y luego estuvo acompañado por varios amigos en otro sitio de diversión.
Eran las 9:00 am del domingo 2 de julio, cuando Pirela se desplazaba por la zona hotelera de Isla Verde, frente al Hotel Cecilia's Place, calle La Rosa, a 4 metros de la entrada de ese hotel y a unos 10 kilómetros de San Juan. Desde un automóvil en marcha efectuaron disparos en contra del cantante, recibiendo éste varios impactos en el cuerpo. Cayó mortalmente herido al pavimento. Fue auxiliado y trasladado al Hospital Presbiteriano de Santurce, donde ingresó sin signos vitales debido a que uno de los proyectiles le había perforado la arteria aorta. Al momento de su fallecimiento, Pirela contaba en con 31 años de edad.
El cadáver fue identificado horas más tarde por Tony Chiroldes, promotor de espectáculos, y por Francisca Berrío, periodista puertorriqueña, quien era la pareja del artista y encargada de sus relaciones públicas en el momento de su asesinato.
Diez días después del homicidio, la policía de San Juan capturó y responsabilizó del asesinato a Luis Rosado Medina, un mafioso con un extenso prontuario delictivo, quien aseguró que había matado a Pirela porque no le había pagado los estupefacientes que le había vendido a crédito; según declaró después: «Pirela me debía 5 mil dólares en cocaína, por eso decidí matarlo».

## Discografía
Una parte de estas producciones está fuera de catálogo y no fue editada en formato CD. No son incluidos discos sencillos, ni discos en formato EP. La discografía con las Orquestas Los Peniques y Billo's Caracas Boys (desde Paula hasta Mosaico Diez) se incluye a título informativo. La información de esta discografía fue recopilada por Luis Armando Ugueto, biógrafo del cantante.

### Con Orquestas
| Año de publicación | Título                    | Discográfica               |
| 1960               | Carnaval Con Los Peniques | Discomoda (Venezuela)      |
| 1960               | Paula                     | Discos Gramcko (Venezuela) |
| 1960               | Comunicando               | Discomoda (Venezuela)      |
| 1961               | Canciones de Ayer y Hoy   | Discomoda (Venezuela)      |
| 1961               | Tres Regalos              | Discomoda (Venezuela)      |
| 1962               | 25 Años de Billo          | Discomoda (Venezuela)      |
| 1962               | Esta Noche Billo          | Discomoda (Venezuela)      |
| 1963               | Billo en Fonograma        | Fonograma (Venezuela)      |
| 1963               | Mosaico 10                | Fonograma (Venezuela)      |

### Como Solista
| Año de publicación | Título                        | Discográfica         |
| 1963               | Un Solo Camino: México        | Velvet (México)      |
| 1964               | Únicamente Tú                 | Velvet (Venezuela)   |
| 1964               | Entre Tu Amor y Mi Amor       | Velvet (Venezuela)   |
| 1965               | El Bolerista de América       | Velvet (Venezuela)   |
| 1965               | Sin Ella                      | Velvet (Venezuela)   |
| 1965               | Sombras Nada Más              | Velvet (Venezuela)   |
| 1965               | Felipe...Sigue de Frente      | Velvet (Venezuela)   |
| 1966               | Pirela y sus Éxitos           | Velvet (Venezuela)   |
| 1966               | Cuando Vivas Conmigo          | Velvet (Venezuela)   |
| 1966               | Injusto Despecho              | Velvet (Venezuela)   |
| 1966               | Mosaicos Románticos           | Velvet (Venezuela)   |
| 1966               | Recordando A Rafael Hernández | Velvet (Venezuela)   |
| 1966               | Dios Sabe Lo Que Hace         | Velvet (Venezuela)   |
| 1967               | Canta Felipe Pirela           | Velvet (Venezuela)   |
| 1967               | Felipe Interpreta A Manzanero | Velvet (Venezuela)   |
| 1967               | Boleros Con Guitarras         | Velvet (Venezuela)   |
| 1968               | Lo Que Es La Vida             | Velvet (Venezuela)   |
| 1969               | De Todo Soy Capaz             | Velvet (Venezuela)   |
| 1969               | Un Poco de Mí                 | Velvet (Puerto Rico) |
| 1970               | Tu Camino y el Mío            | Velvet (Puerto Rico) |
| 1970               | Aquí Mís Éxitos               | Velvet (Venezuela)   |
| 1972               | Encadenados                   | Velvet (Puerto Rico) |
| 1972               | Volvamos A Querernos          | Velvet (Puerto Rico) |
| 1972               | El Adiós...del Inmortal       | Velvet (Puerto Rico) |

### Participaciones
| Año de publicación | Título                  | Discográfica          |
| 1961               | Guaicaipuro de Oro 1960 | Discomoda (Venezuela) |
| 1962               | Guaicaipuro de Oro 1961 | Discomoda (Venezuela) |
| 1964               | Hit Parade de Navidad   | Velvet (Venezuela)    |

## Homenajes
El primer homenaje que se le hizo a Pirela en forma discográfica, lo realizó el cantante Héctor Lavoe, con su disco grabado en el año 1979 titulado Recordando a Felipe Pirela, editado por Fania Records. En su ciudad natal Maracaibo, Venezuela, existe un sector que lleva su nombre, ubicado en la parroquia Francisco Eugenio Bustamante al oeste de esa ciudad. Otro tributo lo realizó un cantante de Porfi Jiménez y Billo's llamado Freddy Laya bajo dirección musical y general de Ramón Gámez y Ramón Hernández Quienes participaron como músicos junto al arpista Henry Rubio y Juan Moreno en toda la percusión. Conga, Timbal y Bongo, y también el cantante Argenis Carruyo hizo una producción entera tributo a él y la agrupación vocal juvenil Zuliana Vocal Song.
Posteriormente, al conmemorarse 40 años de la desaparición del artista, el gobernador del Estado Zulia, Pablo Pérez, anunció que sus restos serían llevados al Panteón Regional del Estado Zulia tal como lo aprobó el Consejo Legislativo el 14 de agosto de 2012 en sesión ordinaria. La presidenta del Parlamento Regional, diputada Marianela Fernández, informó que tras cumplirse todos los requisitos de ley y tras la solicitud realizada por la Secretaría de Cultura Regional y la Fundación Ricardo Aguirre se procedió a la aprobación.
El 15 de septiembre de 2012, los restos fueron exhumados del cementerio Corazón de Jesús, donde estuvieron desde el sepelio del artista en 1972 y llevados a la Iglesia de Santa Lucía de donde, después de una ceremonia, fueron trasladados al Panteón de los Zulianos Ilustres, donde en representación del Gobernador fue entregada a los familiares del artista las condecoraciones póstumas Orden Lago de Maracaibo, Rafael María Baralt y San Sebastián en su primera clase, por su trayectoria artística y su legado como intérprete. Al día siguiente, fue presentada una nueva reseña biográfica del cantante titulada Felipe Pirela, su vida que había sido escrita por el periodista Eduardo Fernández, director adjunto del diario marabino "Panorama".
En el mes de marzo de 2015, se inició la filmación de una película sobre su vida titulada El malquerido protagonizada por el cantante venezolano Jesús Miranda, conocido como Chino, quien interpretó al cantante. Dicha película fue dirigida por el ya fallecido cineasta Diego Rísquez y se estrenó en Venezuela el 18 de diciembre del mismo año.